# Orconectes validus
Orconectes validus är en kräftdjursart som först beskrevs av Faxon 1914.  Orconectes validus ingår i släktet Orconectes och familjen Cambaridae. IUCN kategoriserar arten globalt som livskraftig. Inga underarter finns listade i Catalogue of Life.